# Марія Анна Нойбурзька
Марія Анна Нойбурзька, повне ім'я Марія Анна Кароліна Луїза Франциска Пфальц-Нойбурзька (нім. Maria Anna Carolina von der Pfalz-Neuburg, 30 січня 1693—12 вересня 1751) — пфальцграфиня Рейну та Нойбургу, донька нойбурзького пфальцграфа Філіпа Вільгельма та герцогині Анни Марії Франциски Саксен-Лауенбурзької, дружина баварського принца Фердінанда Баварського.

## Біографія
Марія Анна Кароліна народилась в родині пфальцграфа Рейну та Нойбургу Філіпа Вільгельма та його дружини, герцогині Саксен-Лауенбургу Анни Марії Франциски 30 січня 1693. Три місяці потому її батько помер від хвороби, яка перебігала з гарячкою. За кілька років мати пошлюбилася вдруге. Вітчимом дівчинки став принц Тоскани Джан Гастоне Медічі. Подружнє життя Анни Марії та Жана Гастона не задалося і вони почали жити нарізно.
У двадцять шість років Марія Анна вийшла заміж за двадцятирічного баварського принца Фердінанда Марію Інноченцо. Весілля відбулося у Рейхштадті 5 лютого 1519 року. Наречений вже мав до шлюбного сина Йозефа Фердінанда.
Через рік у подружжя народився перший син, а згодом ще двоє дітей.
У шлюбі Марія Анна та Фердінанд прожили двадцять років. Принц помер у грудні 1738 трохи переживши свого сина Максиміліана.
Марія Анна Нойбурзька померла 12 вересня 1751 року в Ахаусі. Похована у Мюнстерському соборі.

## Родина
Чоловік — Фердінанд Марія Баварський
ДІти:
- Максиміліан Йозеф Франц (1720—1738) — баварський принц, помер у 18 років.
- Клеменс Франц де Паула (1722—1770) — баварський принц, одружений із Марією Анною Зульцбаською, мав кілька дітей, які померли невдовзі після народження.
- Тереза Емануела (1723—1743) — баварська принцеса, померла неодруженою у 19 років.